# Stypendium Ministra Nauki dla Wybitnych Młodych Naukowców
Stypendia Ministra Nauki dla Wybitnych Młodych Naukowców – nagroda przyznawana corocznie przez Ministra Nauki dla wybitnych młodych naukowców w Polsce. Konkurs na Stypendium przewiduje wyłonienie laureatów z każdej dyscypliny polskiej nauki na podstawie przejrzystej oceny osiągnięć naukowych, w ramach której brane są pod uwagę publikacje, staże zagraniczne, granty badawcze oraz inne osiągnięcia naukowe. Stypendia Ministra otrzymują młodzi naukowcy reprezentujący 53 dyscypliny naukowe i artystyczne. W danej dyscyplinie naukowej rekomenduje się przyznanie młodym naukowcom nie więcej niż 5 stypendiów, w tym nie więcej niż 1 stypendium doktorantowi. Stypendium może być przyznane na okres nie dłuższy niż 36 miesięcy (3 lata)
Stypendia Ministra Edukacji i Nauki dla wybitnych młodych naukowców cieszą się zainteresowaniem środowiska naukowego oraz mediów ogólnopolskich. Co roku relacje dotyczące wyników konkursu pojawiają się m.in. na stronach polskich uczelni wyższych, Polskiej Agencji Prasowej, W 2023 roku ogłoszenie wyników zostało także opisane w specjalistycznych portalach, takich jak „Nauka w Polsce” i w 2024 roku na „Forum Akademickim”.

## Warunki otrzymania stypendium
Podstawą prawną przyznawania stypendiów są:
- Ustawa z dnia 20 lipca 2018 r. – Prawo o szkolnictwie wyższym i nauce (Dz. U. 2023 poz. 2742)[5],
- Rozporządzenie Ministra Nauki i Szkolnictwa Wyższego z dnia 1 kwietnia 2019 r. w sprawie stypendiów ministra właściwego do spraw szkolnictwa wyższego i nauki dla studentów i wybitnych młodych naukowców (Dz. U. 2022 poz. 428)[1].

Stypendium mogą otrzymać młodzi naukowcy wykazujący się znaczącymi osiągnięciami naukowymi. Osoba musi posiadać status młodego naukowca w dniu przyznania stypendium. Zgodnie z definicją młodym naukowcem jest osoba prowadząca działalność naukową, która jest doktorantem lub nauczycielem akademickim i nie posiada stopnia doktora, lub posiada stopień doktora, od uzyskania którego nie upłynęło 7 lat, i jest zatrudniona w jednostce wymienionej w art. 7 ust. 1 ustawy o szkolnictwie wyższym i nauce.
Do znaczących osiągnięć naukowych zalicza się:
- Autorstwo lub współautorstwo monografii naukowej wydanej przez uznane wydawnictwo, ujęte w odpowiednim wykazie[6]
- Autorstwo lub współautorstwo artykułu naukowego opublikowanego w czasopiśmie naukowym z listy uznanych czasopism[6]
- Kierowanie projektem badawczym finansowanym przez krajowe lub międzynarodowe instytucje[1].
- Zastosowanie praktycznych wyników badań, w tym uzyskanie patentu lub wdrożenie wyników prac naukowych[1].
- Odbycie zagranicznego stażu naukowego o wysokim prestiżu, trwającego co najmniej 3 miesiące[1].
- Otrzymanie zagranicznego stypendium naukowego[1].
- Udział w realizacji dzieła artystycznego, które miało znaczący wpływ na rozwój kultury i sztuki[1].